# 安東尼·波羅夫斯基
安東尼·波羅夫斯基（英語：Antoni Porowski，1984年3月14日—）是一位加拿大一名厨师和电视名人。他因为担任网飞真人秀节目《粉雄救兵》的美酒與佳肴專家而知名。
波羅夫斯基出生在蒙特利尔一个波兰移民家庭，会说流利英语、波兰语和法语。